# Ordinary Magic
Pour plus de détails, voir Fiche technique et Distribution.
Ordinary Magic est un film canadien réalisé par Giles Walker, sorti en 1993. Inspiré du roman Ganesh de Malcolm Bosse, il a été tourné au Canada (en Ontario) et au Sri Lanka (à Hikkaduwa).

## Synopsis
À la mort de son père, un jeune homme d'origine canadienne et installé en Inde depuis sa naissance réalise qu'il n'a plus sa place dans ce pays. Il décide de retourner vivre au Canada. À son arrivée, il est recueilli par une de ses tantes, qui a de gros problèmes immobiliers.

## Fiche technique
Sauf indication contraire, les informations mentionnées dans cette section peuvent être confirmées par la base de données cinématographiques IMDb,  présente dans la section « Liens externes ».
- Titre original et français : Ordinary Magic
- Réalisation : Giles Walker[3]
- Scénario : Jefferson Lewis, d'après le roman Ganesh de Malcolm Bosse
- Direction artistique : Tim Bider
- Décors : Valanne Ridgeway
- Costumes : Catherine Frizell
- Photographie : Paul Sarossy
- Montage : Ralph Brunjes
- Musique : Mychael Danna
- Casting : John Comerford
- Production : Paul Stephens ; Mark Winemarker (exécutif)
- Sociétés de production : The Film Works et The Harold Greenberg Fund
- Sociétés de distribution :

Canada : Cineplex Odeon Films (en) (cinéma) ; Cineplex-Odeon Home Video et MCA Home Video (VHS)
États-Unis : Triboro (VHS)
- Pays d'origine :  Canada
- Langue originale : anglais
- Format : couleur - 35 mm - 1,85:1 - son mono
- Genre : drame
- Durée : 103 minutes
- Dates de sortie[4] :

Canada : septembre 1993 (Cinéfest Sudbury International Film Festival (en))
Canada, États-Unis : 21 octobre 1993 ; 2 février 1994 (sorti en VHS)
France : inconnue

## Distribution
- Ryan Reynolds : Ganesh / Jeffrey
- Glenne Headly : Charlotte
- David Fox : Warren
- Denawaka Hamine (en) : Vani
- Joe Roncetti : Tom
- Les Rubie : Pitky
- Ron White : Rick
- Mark Wilson : M. Harris
- Cara Pifko : Lucy
- James Bulliard (en) : Mick
- Paul Anka : Joey Dean
- J. Winston Carroll : Billy, le chef de la police
- Anver Jameel : le jeune homme qui court
- Kamalini Selvarajan : le professeur indien
- Sillaiyoor Selvarajan : le docteur
- Heath Lamberts (en) : le maire
- Henry Jayasena (en) : le prêtre

## Production

### Tournage
Le tournage s'est déroulé au Canada (à Guelph et Paris, en Ontario) et au Sri Lanka (à Hikkaduwa).

## Accueil
Sur le site Rotten Tomatoes, il n'y a pas de critique officielle pour le film, mais le score d'audience est de 83 %, avec une notation à cinq étoiles de 3.5⁄5 ().